# Gerbillurus tytonis
Gerbillurus tytonis (syn. Gerbilliscus tytonis) — вид гризунів, що зустрічається лише в Намібії. Його природним середовищем існування є помірна пустеля, де він живе в сипучому піску серед піщаних дюн, харчуючись членистоногими, насінням і зеленою рослинністю.

## Таксономічні примітки
Таксон перенесено від Gerbillurus до Gerbilliscus.

## Опис
Це піщанка середнього розміру з довжиною голови й тіла 99 мм і довгим хвостом. Голова вузька із загостреною мордою, великими очима та довгими вухами з рідкісним волоссям. Верхня частина голови і тулуба насичено-каштанова, різко відмежована від нижньої частини білого кольору. Над кожним оком є невелика біла пляма. Ноги білі, передні значно коротші за задні. Підошви всіх лап добре вкриті шерстю, а на кожному пальці є характерна бахрома з волосків. Хвіст дуже довгий, зверху каштановий, а знизу білий, і закінчується пучком сіруватих волосків.

## Спосіб життя
Ця піщанка веде нічний спосіб життя і пересувається стрибками, здатна долати до 41 см за один стрибок. Вдень залишається під землею у своїй норі. Нора може бути розгалуженою, мати більше одного входу та мати довжину до 1 м. Усередині нори є сховки з їжею та гніздова камера, наповнена подрібненою рослинною речовиною. Харчування піщанок включає членистоногі та насіння, а також зелену рослинність, якщо така є. Ця піщанка концентрує свою сечу, і їй не потрібно пити, поки її їжа багата членистоногими і не складається повністю з сухого насіння. Ця піщанка підтримує стан своєї шерсті частими піщаними ваннами.